# Evelpist
Evelpist (en llatí Evelpistus, en grec antic Εὐέλπιστος) era un eminent cirurgià que va exercir a l'antiga Roma. Va viure poc abans de l'època de Cels i, per tant, probablement a finals del segle i aC. És probablement l'Evelpist que menciona Escriboni Llarg a De Compositione Medicamentorum.